# Agnieszka Holland
Agnieszka Holland (sinh ngày 28 tháng 11 năm 1948) là một nữ đạo diễn kiêm biên kịch điện ảnh và truyền hình người Ba Lan, nổi tiếng với những đóng góp chính trị cho nền điện ảnh Ba Lan. Bà khởi nghiệp ở vị trí làm trợ lý cho các đạo diễn Krzysztof Zanussi và Andrzej Wajda và di cư sang Pháp sống ngay trước thềm sự kiện thiết quân luật tại Ba Lan.
Holland nổi tiếng nhất nhờ các bộ phim Europa Europa (1990) và W ciemności (2011) – phim được đề cử Phim ngoại ngữ hay nhất tại lễ trao giải Oscar lần thứ 84. Năm 2017, bà nhận giải Alfred Bauer (Gấu bạc) cho bộ phim Pokot tại Liên hoan phim quốc tế Berlin. Năm 2020, bà được chọn làm chủ tịch của Viện Hàn lâm điện ảnh châu Âu.

## Đầu đời và giáo dục
Holland chào đời tại Warszawa, Ba Lan vào năm 1948. Bà là con gái của các nhà báo Irena (nhũ danh Rybczyńska) và Henryk Holland – một nhà hoạt động cộng sản nổi tiếng kể từ năm 1935 và là Đại úy của quân đội Ba Lan. Mẹ của Holland theo đạo Công giáo còn cha bà là người Do Thái, nhưng bà không được nuôi dưỡng theo bất kì tín ngưỡng nào. Cha bà, ông Henryk Holland lạc mất cha mẹ trong một khu ổ chuột trong thời kỳ Holocaust và dành phần lớn cuộc đời trưởng thành của mình che giấu đi gốc gác Do Thái. Mẹ của Holland tham gia khởi nghĩa Warszawa trong vai trò thành viên của phong trào kháng chiến Ba Lan. Người mẹ ấy đã hỗ trợ cho nhiều người Do Thái trong suốt thời Holocaust và nhận Huân chương Người dân ngoại công chính từ Viện Yad Vashem ở Israel.
Holland thường ốm khi còn bé và dành phần lớn thời viết lách, vẽ tranh và chỉ đạo các vở kịch ngắn cùng những đứa trẻ khác. Năm bà lên 11 tuổi, do bất đồng trong hôn nhân, cha mẹ bà đã ly dị và mẹ bà sớm tái hôn với một nhà báo Do Thái tên là Stanislaw Brodski.

## Danh sách phim
- Jesus Christ's Sin (Grzech Boga, 1970)
- Evening at Abdon's (Wieczór u Abdona, 1975)
- Pictures from Life: A Girl and Aquarius (Obrazki z życia: dziewczyna i "Akwarius", 1975)
- Sunday Children (Niedzielne dzieci, 1977)
- Screen tests (Zdjęcia próbne, 1976)
- Something for something (Coś za coś, phim điện ảnh truyền hình, 1977)
- Provincial Actors (Aktorzy prowincjonalni, 1979, Giải hội phê bình quốc tế tại Liên hoan phim Cannes)
- Fever (Gorączka, 1980)
- A Lonely Woman (Kobieta samotna, 1981)
- Postcards from Paris (phim điện ảnh truyền hình, 1982)
- Interrogation (1982)
- Culture (phim tài liệu, 1985)
- Angry Harvest (Bittere Ernte, 1985, Đức, phim được đề cử Phim ngoại ngữ hay nhất)
- To Kill a Priest (1988)
- Europa, Europa (1990, phim được đề cử Kịch bản chuyển thể hay nhất)
- Olivier, Olivier (1992)
- The Secret Garden (1993)
- Red Wind (phim điện ảnh truyền hình, 1994)
- Total Eclipse (1995)
- Washington Square (1997)
- The Third Miracle (1999)
- Shot in the Heart (2001)
- Golden Dreams (phim tài liệu, 2001)
- Julie Walking Home (2002)
- Cold Case (2004)
- Copying Beethoven (2006)
- The Wire
  - Tập 3.08 "Moral Midgetry" (2004)
  - Tập 4.08 "Corner Boys" (2006)
  - Tập 5.05 "React Quotes" (2008)[11][12]
- A Girl Like Me: The Gwen Araujo Story (2006)
- Ekipa (2007)
- Janosik. Prawdziwa historia (2009)
- The Killing
  - Tập 1.06 "What You Have Left" (2011)
  - Tập 1.09 "Undertow" (2011)
  - Tập 2.01 "Reflections" (2012)
- Treme
  - Tập 1.01 "Do You Know What It Means" (2010)
  - Tập 1.10 "I'll Fly Away" (2010)
  - Tập 2.10 "That's What Lovers Do" (2011)
  - Tập 4.05 "...To Miss New Orleans" (2013)
- In Darkness (2011) (đề cử giải Phim ngoại ngữ hay nhất tại Giải Oscar lần thứ 84 đại diện cho Ba Lan)
- Burning Bush (2013) (một phim truyền hình ngắn tập chia làm 3 pahanf do HBO giám chế)[13]
- Rosemary's Baby (2014)
- House of Cards
  - Tập 3.10 "Chapter 36" (2015)
  - Tập 3.11 "Chapter 37" (2015)
  - Tập 5.10 "Chapter 62" (2017)
- The Affair
  - Tập 3.6 (2015)
- Spoor (2017)
- The First
  - Tập 1.01 "Separation" (2018)
  - Tập 1.02 "What's Needed" (2018)
- Mr. Jones (2019)
- Charlatan (2020)